# 祁连山2号隧道
祁连山2号隧道，原称祁连山隧道，位于中国青海省门源回族自治县和甘肃省民乐县间，为兰新客运专线工程的一个隧道。该隧道与祁连山1号隧道及连接两座隧道的硫磺沟大桥共同翻越祁连山。隧道全长9490米，为双线隧道。隧道穿越碎屑流地层，为中国首次建设穿越碎屑流地层的隧道。该隧道于2009年开工，2014年1月28日贯通，2014年投入使用。